# Malacocincla
Genre
Malacocincla est un genre de passereaux de la famille des Pellorneidae.

## Liste des espèces
Selon la classification de référence du Congrès ornithologique international (version 14.1, 2024) :
- Malacocincla abbotti Blyth, 1845 — Akalat d'Abbott, Timalie à queue rouge
  - Malacocincla abbotti abbotti Blyth, 1845
  - Malacocincla abbotti altera (Sims, 1957)
  - Malacocincla abbotti baweana Oberholser, 1917
  - Malacocincla abbotti concreta Büttikofer, 1895
  - Malacocincla abbotti krishnarajui Ripley & Beehler, 1985
  - Malacocincla abbotti obscurior Deignan, 1948
  - Malacocincla abbotti olivacea (Strickland, 1847)
  - Malacocincla abbotti williamsoni Deignan, 1948
- Malacocincla sepiaria (Horsfield, 1821) — Akalat de Horsfield, Akalat de Vanderbilt
  - Malacocincla sepiaria barussana Robinson & Kloss, 1921
  - Malacocincla sepiaria harterti Chasen & Kloss, 1929
  - Malacocincla sepiaria rufiventris Salvadori, 1874
  - Malacocincla sepiaria sepiaria (Horsfield, 1821)
  - Malacocincla sepiaria tardinata Hartert, 1915
- † Malacocincla perspicillata (Bonaparte, 1850) — Akalat à sourcils noirs, Akalat bridé, Timalie ciliée